# قائمة زملاء الجمعية الملكية المنتخبين في 1726
هذه الصفحة تعرض قائمة زملاء الجمعية الملكية المُنتخبين لعام 1726.

## الزملاء
- جيمس ستيرلنغ
- Zabdiel Boylston [الإنجليزية]‏
- Kingsmill Eyre [الإنجليزية]‏
- James Hargraves [الإنجليزية]‏
- توماس بالمر [الإنجليزية]‏
- Sir Thomas Robinson, 1st Baronet [الإنجليزية]‏
- Temple Stanyan [الإنجليزية]‏
- Edward Rudge (politician) [الإنجليزية]‏
- Charles Stanhope (1673–1760) [الإنجليزية]‏